# HMS C18
HMS C18 – brytyjski okręt podwodny typu C. Zbudowany w latach 1907–1908 w Chatham Dockyard w Chatham. Okręt został wodowany 10 października 1908 roku i rozpoczął służbę w Royal Navy 23 lipca 1909 roku. Pierwszym dowódcą był R.C Halaham.
HMS C18 był ostatnim okrętem z serii C, w którym zamontowano 16-cylindrowy silnik. W 1914 roku C18 stacjonował w Dover, przydzielony do Czwartej Flotylli Okrętów Podwodnych (4th Submarine Flotilla) pod dowództwem Lt. Victora E. Warda. W 1918 roku jednostka została przeniesiona do Szóstej Flotylli Łodzi Podwodnych (6th Submarine Flotilla) stacjonującej w Portsmouth.
Okręt został sprzedany w 2 lutego 1920 roku i zezłomowany.